# Peu de muntanya
El peu de muntanya o peu de mont, conegut també com a raiguer, samontà o piemont és la plana al peu de la muntanya, creada per dipòsit glacial, erosió, acumulació o tots els processos.

## Definició
L'altitud d'aquest es mesura en metres per sobre del nivell de la mar. Es troba geogràficament entre la serra o serralada i la depressió creada per un riu. Aquest paisastge es caracteritza per la presència de puigs i tossals.
Cal no confondre el peu de muntanya en el sentit estricte amb el peu de muntanya com a extensa regió que inclou serres, massissos i depressions que s'estenen paral·lelament a una serralada important i que formen part del sistema d'aquesta. En aquest sentit el terme ha donat origen, per exemple, al nom de la regió del Piemont, al nord-oest d'Itàlia.